# Pacific Basin
Die Reederei Pacific Basin Shipping Limited, kurz Pacific Basin ist ein börsennotiertes Hongkonger Schifffahrtsunternehmen.

## Einzelheiten
Das Unternehmen wurde 1987 in Hongkong gegründet und begann mit der Reederei von Handysize-Massengutschiffen. 1994 ging das Unternehmen als Pacific Basin Bulk Shipping an die Börse und wurde im NASDAQ gelistet. Zwei Jahre darauf umfasste die Flotte bereits 30 Schiffe und die Reederei wurde wieder privatisiert. 1998 wurde das Unternehmen unter dem Namen Pacific Basin Shipping Ltd neugegründet. Ab 2007 diversifizierte Pacific Basin sich mit der Erweiterung auf den Bereich Assistenzschleppschifffahrt zu dem 2008 noch Seeschleppschifffahrt und RoRo-Schifffahrt kamen. 2012 wurden diese Bereiche wieder veräußert.
Heute (Stand: 2022) betreibt das Unternehmen 236 Massengutschiffe der Größen Handysize und Supramax, von denen 120 der Reederei gehören und 116 gechartert sind. Für Pacific Basin arbeiten etwa 5000 Menschen, darunter 4600 Seeleute. In 13 Standorten werden Büros betrieben.
Das Markenzeichen der Reederei sind die übereinander gelegten blauen Buchstaben "P" und "B".